# Efecte Compton

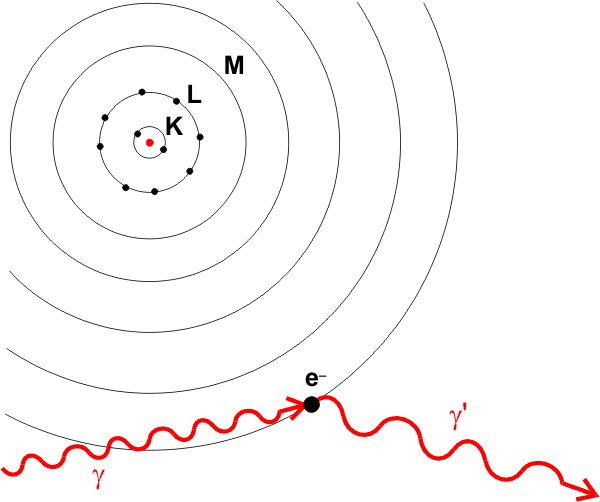
Efecte Compton d'un fotó sobre un electró lligat a un nucli

En mecànica quàntica, l'efecte Compton és l'augment de la longitud d'ona, que comporta una disminució de la serva energia, d'un fotó en col·lidir amb un electró. És a dir, l'augment de la longitud d'ona de la radiació electromagnètica de les bandes dels raigs X i raigs gamma de l'espectre en ser dispersats en xocar amb els electrons menys lligats als àtoms. Va ser observat per primer cop l'any 1923 pel físic estatunidenc Arthur Holly Compton (1892 - 1962) i independentment pel també estatunidenc d'origen neerlandès Peter Debye (1884 - 1966). Comptom seria guardonat amb el premi Nobel de física del 1927 per aquest descobriment.
El fenomen es pot observar si es fa incidir un feix de radiació de freqüència {\displaystyle f} sobre una làmina de material, la radiació difosa tindrà una freqüència menor ({\displaystyle f'<f}). La teoria clàssica de la difusió de la radiació electromagnètica, la dispersió de Thomson en particular, no pot explicar aquesta observació, els àtoms de la làmina haurien d'oscil·lar a la freqüència incident {\displaystyle f} i, per tant, reemetre radiació a la mateixa freqüència. És a dir, l'efecte Compton demostra que la llum no es pot explicar exclusivament com una ona, d'aquí la seva gran importància. És la manera principal en què la matèria absorbeix energia radiant.
La interacció entre els electrons i els fotons d'alta energia produeix que el fotó cedeixi part de la seva energia a l'electró (fent-lo retrocedir), i el fotó que conté l'energia romanent sigui emès en una direcció diferent de l'original, per tal que el moment del sistema es conservi. Si el fotó encara té prou energia, el procés es pot repetir. En aquest cas, l'electró es tracta com a lliure. Si el fotó és de baixa energia, però encara té prou energia (en general uns pocs eV, al voltant de l'energia de la llum visible), pot ejectar l'electró del seu àtom hoste completament (un procés conegut com a efecte fotoelèctric), en comptes de seguir l'efecte Compton.
També existeix l'efecte Compton invers, en aquest cas el fotó guanya energia (decreix en longitud d'ona) en interaccionar amb la matèria. Encara que la dispersió nuclear Compton existeix, normalment ens referim a dispersió Compton a la interacció en la qual es relacionen només els electrons d'un àtom.

## Descobriment i rellevància històrica

Fig. 1: Diagrama esquemàtic de l'experiment de Compton. La dispersió Compton es produeix al blanc de grafit de l'esquerra. L'escletxa fa passar fotons de raigs X dispersats en un angle seleccionat. L'energia d'un fotó dispers es mesura utilitzant dispersió de Bragg al vidre de la dreta juntament amb una càmera d'ionització; la càmera podria mesurar l'energia total dipositada al llarg del temps, no l'energia de fotons dispersos individuals.

L'efecte Compton va ser estudiat pel físic Arthur Compton en 1923, qui va poder explicar-ho utilitzant la noció quàntica de la radiació electromagnètica com quants d'energia i la mecànica relativista d'Einstein. L'efecte Compton va constituir la demostració final de la naturalesa quàntica de la llum després dels estudis de Planck sobre el cos negre i l'explicació d'Albert Einstein de l'efecte fotoelèctric.
Compton va descobrir aquest efecte en experimentar amb raigs X, els quals van ser dirigits contra una de les cares d'un bloc de carbó. En xocar els raigs X amb el bloc es van difondre en diverses direccions; a mesura que l'angle dels raigs difosos augmentava, també se n'incrementava la longitud d'ona. Amb base en la teoria quàntica, Compton va afirmar que l'efecte es devia al fet que el quant de raigs X actua com una partícula material en xocar contra l'electró, per la qual cosa l'energia cinètica, que el que comunica a l'electró, representa una pèrdua en la seva energia original.
A conseqüència d'aquests estudis, Compton va guanyar el Premi Nobel de Física en 1927.
Aquest efecte és d'especial rellevància científica, ja que no es pot explicar a través de la naturalesa ondulatòria de la llum. Aquesta ha de comportar-se com a partícula per poder explicar aquestes observacions, per la qual cosa adquireix una dualitat ona corpuscle característica de la mecànica quàntica.

## Formulació de l'efecte Compton

Un fotó de longitud d'ona arriba de l'esquerra, col·lideix amb l'objectiu en repòs, i un nou fotó de longitud d'ona emergeix a un angle

Compton va utilitzar una combinació de tres fórmules fonamentals que representen els diferents aspectes de la física moderna i la clàssica, combinant-los per a descriure el comportament quàntic de la llum.
- La llum com a partícula, com es descriu en l'efecte fotoelèctric.
- Dinàmica relativista: teoria de la relativitat especial.
- Trigonometria: teorema del cosinus.

El resultat final ens dona l'equació de l'efecte Compton: 
{\displaystyle \lambda '-\lambda ={\frac {h}{m_{e}c}}(1-\cos {\theta })}
en què:
{\displaystyle \lambda \,} és la longitud d'ona del fotó abans de la dispersió,
{\displaystyle \lambda '\,} és la longitud d'ona del fotó després de la dispersió,
{\displaystyle m_{e}} és la massa de l'electró,
{\displaystyle \theta \,} és l'angle en què el fotó canvia,
{\displaystyle h} és la constant de Planck, i
{\displaystyle c} és la velocitat de la llum.
{\displaystyle {\frac {h}{m_{e}c}}=2.43\times 10^{-12}\,m} és coneguda com la longitud d'ona de Compton.

### Derivació
Començant amb la conservació de l'energia i la conservació del moment:
{\displaystyle E_{\gamma }+E_{e}=E_{\gamma ^{\prime }}+E_{e^{\prime }}\quad \quad (1)\,}
{\displaystyle {\vec {p}}_{\gamma }={\vec {p}}_{\gamma ^{\prime }}+{\vec {p}}_{e^{\prime }}\quad \quad \quad \quad \quad (2)\,}
en què:
{\displaystyle E_{\gamma }\,} and {\displaystyle p_{\gamma }\,} és l'energia i el moment del fotó i
{\displaystyle E_{e}\,} and {\displaystyle p_{e}\,} és l'energia i el moment de l'electró.

#### Solució (part 1)
Ara omplim per la part de l'energia:

{\displaystyle E_{\gamma }+E_{e}=E_{\gamma '}+E_{e'}\,}
{\displaystyle hf+mc^{2}=hf'+{\sqrt {(p_{e'}c)^{2}+(mc^{2})^{2}}}\,}
Solucionem per pe':
{\displaystyle (hf+mc^{2}-hf')^{2}=(p_{e'}c)^{2}+(mc^{2})^{2}\,}
{\displaystyle {\frac {(hf+mc^{2}-hf')^{2}-m^{2}c^{4}}{c^{2}}}=p_{e'}^{2}\quad \quad \quad \quad \quad (3)\,}

#### Solució (part 2)
Reajustem l'equació (2)
{\displaystyle {\vec {p}}_{e'}={\vec {p}}_{\gamma }-{\vec {p}}_{\gamma '}\,}
I elevem al quadrat
{\displaystyle p_{e'}^{2}=({\vec {p}}_{\gamma }-{\vec {p}}_{\gamma '})\cdot ({\vec {p}}_{\gamma }-{\vec {p}}_{\gamma '})}
{\displaystyle p_{e'}^{2}=p_{\gamma }^{2}+p_{\gamma '}^{2}-2{\vec {p_{\gamma }}}\cdot {\vec {p_{\gamma '}}}}
{\displaystyle p_{e'}^{2}=p_{\gamma }^{2}+p_{\gamma '}^{2}-2|p_{\gamma }||p_{\gamma '}|\cos(\theta )\,}
{\displaystyle p_{e'}^{2}=\left({\frac {hf}{c}}\right)^{2}+\left({\frac {hf'}{c}}\right)^{2}-2\left({\frac {hf}{c}}\right)\left({\frac {hf'}{c}}\right)\cos {\theta }\quad \quad \quad (4)}

#### Ajuntem
Ara tenim dues equacions {\displaystyle p_{e'}^{2}} (eq 3 & 4):
{\displaystyle \left({\frac {hf}{c}}\right)^{2}+\left({\frac {hf'}{c}}\right)^{2}-{\frac {2h^{2}ff'\cos {\theta }}{c^{2}}}={\frac {(hf+mc^{2}-hf')^{2}-m^{2}c^{4}}{c^{2}}}\,}
Ara, simplifiquem. Primer multiplicant els dos costats per c²:
{\displaystyle h^{2}f^{2}+h^{2}f'^{2}-2h^{2}ff'\cos \theta =(hf+mc^{2}-hf')^{2}-m^{2}c^{4}.\,}
Després:
{\displaystyle h^{2}f^{2}+h^{2}f'^{2}-2h^{2}ff'\cos {\theta }=h^{2}f^{2}+m^{2}c^{4}+h^{2}f'^{2}-2h^{2}ff'+2h(f-f')mc^{2}-m^{2}c^{4}.\,}
Simplificant, tindrem
{\displaystyle -2h^{2}ff'\cos {\theta }=-2h^{2}ff'+2h(f-f')mc^{2}.\,}
Dividim els dos costats per '{\displaystyle -2h}'
{\displaystyle hff'\cos {\theta }=hff'-(f-f')mc^{2}\,}
{\displaystyle (f-f')mc^{2}=hff'(1-\cos {\theta }).\,}
Ara dividim els dos costats per {\displaystyle mc^{2}} i llavors per {\displaystyle ff^{\prime }}:
{\displaystyle {\frac {f-f^{\prime }}{ff^{\prime }}}={\frac {h}{mc^{2}}}\left(1-\cos \theta \right).\,}
Ara la part esquerra es pot reescriure simplement com:
| {\displaystyle {\frac {1}{f^{\prime }}}-{\frac {1}{f}}={\frac {h}{mc^{2}}}\left(1-\cos \theta \right)\,} |
Això és equivalent a l'equació de l'efecte Compton, però normalment s'escriu usant {\displaystyle \lambda } en lloc de {\displaystyle f}. Per a fer el canvi s'usa: 
{\displaystyle f={\frac {c}{\lambda }}\,}
i finalment:
| {\displaystyle \lambda '-\lambda ={\frac {h}{mc}}(1-\cos {\theta })\,} |

## Efecte Compton invers
L'efecte Compton invers succeeix quan els fotons disminueixen la seva longitud d'ona en xocar amb electrons. Però, perquè això succeeixi, és necessari que els electrons viatgin a velocitats properes a la velocitat de la llum i que els fotons tinguin altes energies.
La principal diferència entre els dos fenòmens és que durant l'efecte Compton "convencional", els fotons lliuren energia als electrons, i durant l'invers succeeix el contrari.
Aquest efecte pot ser una de les explicacions de l'emissió de raigs X en supernoves, quàsars i altres objectes astrofísics d'alta energia.

## Aplicacions

### Dispersió Compton
La dispersió Compton és de primordial importància per a la radiobiologia, ja que és la interacció més probable dels raigs gamma i els raigs X d'alta energia amb els àtoms dels éssers vius i s'aplica a radioteràpia.
La dispersió Compton és un efecte important en espectroscòpia gamma que dóna lloc a la vora Compton, ja que és possible que els raigs gamma es dispersin fora dels detectors utilitzats. La supressió Compton s'utilitza per detectar els raigs gamma dispersos per contrarestar aquest efecte.

### Dispersió magnètica Compton
La dispersió magnètica Compton és una extensió de la tècnica esmentada anteriorment que implica la magnetització d'una mostra de vidre assolida per fotons d'alta energia polaritzats circularment. Mesurant l'energia dels fotons dispersats i invertint la magnetització de la mostra, es generen dos perfils Compton diferents (un per als moments d'espí cap amunt i un altre per als moments d'espí cap avall). Prenent la diferència entre aquests dos perfils s'obté el perfil magnètic Compton (MCP), donat per {\displaystyle J_{\text{mag}}(\mathbf {p} _{z})} - una projecció unidimensional de la densitat d'espí de l'electró.
{\displaystyle J_{\text{mag}}(\mathbf {p} _{z})={\frac {1}{\mu }}\iint _{-\infty }^{\infty }(n_{\uparrow }(\mathbf {p} )-n_{\downarrow }(\mathbf {p} ))d\mathbf {p} _{x}d\mathbf {p} _{y}}
on {\displaystyle \mu } és el nombre d'electrons d'espí no aparellat al sistema, {\displaystyle n_{\uparrow }(\mathbf {p} )} i {\displaystyle n_{\downarrow }(\mathbf {p} )} són les distribucions tridimensionals del moment electrònic per als electrons d'espín majoritari i espín minoritari respectivament.
Com que aquest procés de dispersió és incoherent (no hi ha relació de fase entre els fotons dispersats), la MCP és representativa de les propietats del gruix de la mostra i és una sonda de l'estat bàsic. Això significa que la MCP és ideal per a la comparació amb tècniques teòriques com la teoria del funcional de la densitat.
L'àrea sota la MCP és directament proporcional al moment d'espín del sistema i, per tant, quan es combina amb mètodes de mesura del moment total (com la magnetometria SQUID), es pot utilitzar per aïllar les contribucions orbitals i d'espín al moment total d'un sistema.
La forma del MCP també permet comprendre l'origen del magnetisme al sistema.

### Dispersió Compton inversa
La dispersió Compton inversa és important en astrofísica. En astronomia de raigs X, se suposa que el disc d'acreció que envolta un forat negre produeix un espectre tèrmic. Els electrons relativistes de la corona estel·lar circumdant dispersen els fotons de menor energia produïts per aquest espectre. Se suposa que això causa el component de llei de potència als espectres de raigs X (0,2-10 keV) dels forats negres en acreció.
L'efecte també s'observa quan els fotons del fons còsmic de microones (CMB) es mouen a través del gas calent que envolta un cúmul de galàxies. Els fotons del CMB són dispersats a energies més altes pels electrons d'aquest gas, donant lloc a l'efecte Sunyaev-Zel'dovich. Les observacions de l'efecte Sunyaev-Zel'dovich proporcionen un mitjà gairebé independent del desplaçament al vermell per detectar cúmuls de galàxies.
Algunes instal·lacions de radiació sincrotró dispersen la llum làser del feix d'electrons emmagatzemat.
Aquesta retrodispersió Compton produeix fotons d'alta energia al rang de MeV a GeV utilitzat posteriorment per a experiments de física nuclear.

### Dispersió Compton inversa no lineal
La dispersió Compton inversa no lineal (NICS) és la dispersió de múltiples fotons de baixa energia, donada per un camp electromagnètic intens, en un fotó d'alta energia (raigs X o raigs gamma) durant la interacció amb una partícula carregada, com un electró. També s'anomena dispersió Compton no lineal i dispersió Compton multifotó. És la versió no lineal de la dispersió Compton inversa en què les condicions per a l'absorció multifotònica per la partícula carregada s'assoleixen a causa d'un camp electromagnètic molt intens, per exemple el produït per un làser.
La dispersió Compton inversa no-lineal és un fenomen interessant per a totes les aplicacions que requereixen fotons d'alta energia, ja que la NICS és capaç de produir fotons amb energia comparable a l'energia de repòs de les partícules carregades i superiors. Com a conseqüència, els fotons NICS poden utilitzar-se per desencadenar altres fenòmens com la producció de parells, la dispersió Compton, reaccions nuclears, i poden utilitzar-se per sondejar efectes quàntics no lineals i QED no lineal.